# Campionati europei di pentathlon moderno 2014
I Campionati europei di pentathlon moderno 2014 sono stati la 23ª edizione della competizione. Si sono svolti dal 10 al 15 luglio 2014 a Székesfehérvár, in Ungheria.

## Programma
| Data      | Evento                                 |
| --------- | -------------------------------------- |
| 10 luglio | Qualificazione individuale femminile   |
| 11 luglio | Qualificazione individuale maschile    |
| 12 luglio | Finale individuale femminile           |
| 13 luglio | Finale individuale maschile            |
| 14 luglio | Staffetta mista                        |
| 15 luglio | Staffetta femminile Staffetta maschile |

## Podi

### Maschili
| Evento      | Oro                                               | Punteggio | Argento                                                    | Punteggio | Bronzo                                        | Punteggio |
| Individuale | Aleksandr Lesun                                   | 1.493     | Il'ja Frolov                                               | 1.485     | Pavlo Tymošenko                               | 1.476     |
| A squadre   | Ungheria Róbert Kasza Bence Demeter Péter Tibolya | 4.324     | Italia Riccardo De Luca Pierpaolo Petroni Nicola Benedetti | 4.236     | Rep. Ceca Jan Kuf Ondřej Polívka Martin Bilko | 4.203     |
| Staffetta   | Russia Il'ja Frolov Oleg Naumov                   | 1.558     | Francia Valentin Prades Valentin Belaud                    | 1.539     | Gran Bretagna Samuel Curry Thomas Toolis      | 1.518     |

### Femminili
| Evento      | Oro                                                    | Punteggio | Argento                                                    | Punteggio | Bronzo                                             | Punteggio |
| Individuale | Lena Schöneborn                                        | 1.361     | Viktorija Tereščuk                                         | 1.344     | Donata Rimšaitė                                    | 1.337     |
| A squadre   | Germania Lena Schöneborn Annika Schleu Janine Kohlmann | 3.912     | Ucraina Viktorija Tereščuk Anastasija Spas Irina Chochlova | 3.911     | Italia Gloria Tocchi Claudia Cesarini Alice Sotero | 3.882     |
| Staffetta   | Ucraina Viktorija Tereščuk Anastasija Spas             | 1.407     | Germania Lena Schöneborn Annika Schleu                     | 1.400     | Russia Anna Savčenko Ganna Burjak                  | 1.387     |

### Misti
| Evento          | Oro                                           | Punteggio | Argento                                    | Punteggio | Bronzo                                        | Punteggio |
| Staffetta mista | Lituania Laura Asadauskaitė Justinas Kinderis | 1.491     | Gran Bretagna Samantha Murray Joseph Evans | 1.488     | Ucraina Irina Chochlova Dmytro Kyrpuljans'kyj | 1.458     |

## Medagliere
| Pos.   | Paese         | Oro | Argento | Bronzo | Totale |
| ------ | ------------- | --- | ------- | ------ | ------ |
| 1      | Russia        | 2   | 1       | 2      | 5      |
| 2      | Germania      | 2   | 1       | 0      | 3      |
| 3      | Ucraina       | 1   | 2       | 2      | 5      |
| 4      | Lituania      | 1   | 0       | 0      | 1      |
| 4      | Ungheria      | 1   | 0       | 0      | 1      |
| 6      | Gran Bretagna | 0   | 1       | 1      | 2      |
| 6      | Italia        | 0   | 1       | 1      | 2      |
| 8      | Francia       | 0   | 1       | 0      | 1      |
| 9      | Rep. Ceca     | 0   | 0       | 1      | 1      |
| Totale | Totale        | 7   | 7       | 7      | 21     |